# La Côte d'amour
La Côte d'amour és una pel·lícula francesa escrita i dirigida per Charlotte Dubreuil estrenada el 1982.

## Argument
Una parella de cinquanta anys, Helle i Louis, divorciats d'Alain i Nicole respectivament, amb fills, es troben casualment. Ella tenia un refredat, i ell li va donar un remei. Es comencen a veure en secret de la seva família i les seves connexions. Perquè tots dos tenen la panoplia completa d'una vida sentimental fracassada i reeixida, s'havien acostumat a aquesta vida tan tranquil·la, feta de petites alegries i petites desgràcies. Quan aquest gran amor ho amenaça tot de cop tenen por d'aquesta nova felicitat. Es veuen obligats a arriscar els seus sentiments.

## Repartiment
- Danièle Delorme : Helle Waver
- Patrick Depeyrrat : Jérôme
- Mario Adorf : Louis
- Geneviève Fontanel : Nicole
- Françoise Prévost : Jacqueline
- André Bossis: el sogre de Louis
- Denise Chalem: Amélie
- Jean Dalric: Marc
- Mireille Delcroix: Nathalie
- Dominique Erlanger: la dona de la casa suburbana
- Jacques Grand-Jouan: Bertrand
- Gaétane Guillou: la dependenta de la botiga
- Daniel Jégou: Simon
- Henri Marteau: Alain
- Nerina Montagnani: mare de Louis
- Jean-Pierre Moulin: Jean-Paul
- Sylvie Orcier: Zoe
- Marie-Paule Rival: Sra. Fromont
- Bernard Roussel: el cambrer
- Romain Trembleau: Rafael